# Chynowa
Chynowa [pronunciación en polaco: /xɨˈnɔva/] es un pueblo ubicado en el distrito administrativo de Gmina Przygodzice, dentro del Distrito de Ostrów Wielkopolski, Voivodato de Gran Polonia, en el oeste de Polonia central. Se encuentra aproximadamente a 18 kilómetros al sureste de Ostrów Wielkopolski y a 116 kilómetros al sureste de la capital regional Poznan.
El pueblo tiene una población de 1 100 habitantes.